# Кеножуак Ашевак
Кеножуак Ашевак (инуит. ᕿᓐᓄᐊᔪᐊᖅ ᐋᓯᕙᒃ; 3 октября 1927, стойбище Икирасак, Баффинова Земля, Северо-Западные территории (ныне Нунавут), Канада — 8 января 2013, стойбище Киннгаит, Кейп-Дорсет, Баффинова Земля, Нунавут, Канада) — канадская эскимосская художница, скульптор и деятель искусств, считается одной из родоначальниц современного канадского эскимосского искусства.

## Биография
Родилась в иглу на южном побережье острова Баффинова Земля, в эскимосском стойбище, где её отец, охотник на моржей, рыболов и торговец мехом, был шаманом. Он активно противостоял внедрению христианской религии в его племя и был убит за это в 1933 году, когда Кеножуак было 6 лет. После этого она вместе с матерью перебралась в стойбище Ковееса, где изучала традиционные эскимосские ремёсла, в том числе выделку тюленьих шкур. В 19 лет была насильно выдана замуж за местного охотника, но вскоре полюбила его.

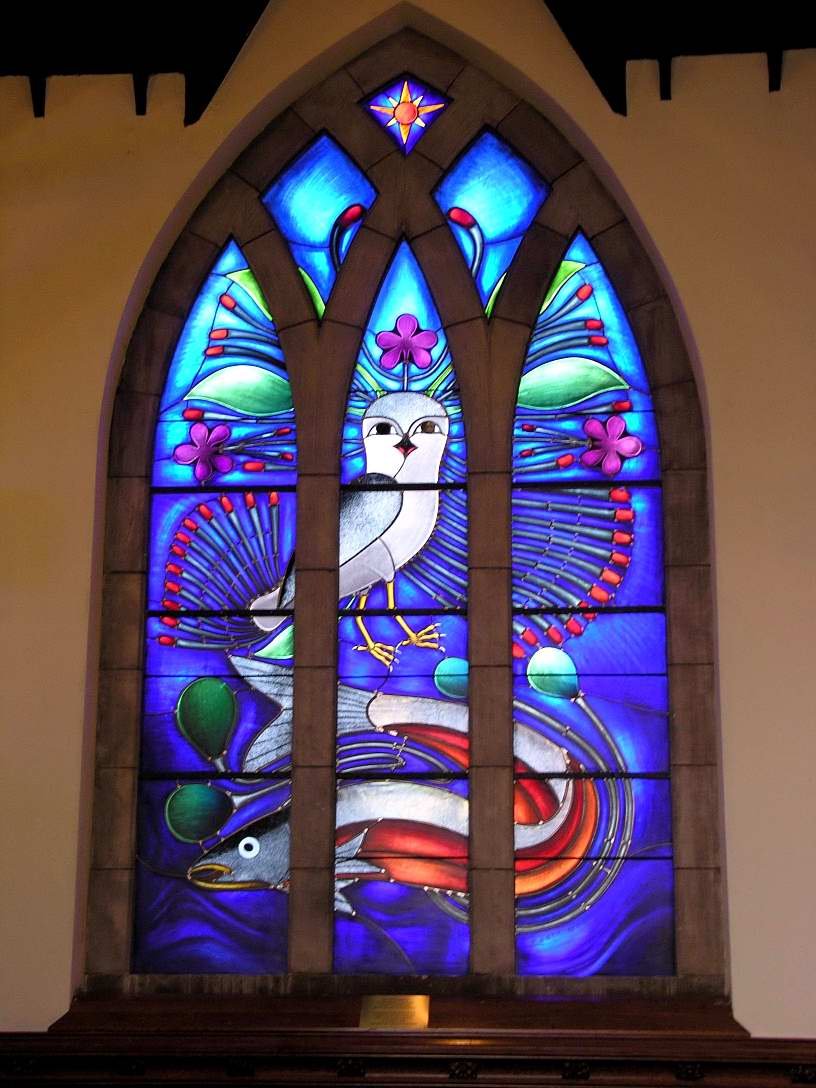
Витраж «Очарованная сова» на окне колледжа Эпплби в Оквилле, Онтарио.

Рисовать (на тюленьих шкурах) и делать резные скульптуры Кеножуак начала ещё в молодости, причём при полной поддержке мужа. В 1950 году приехавшие в её стойбище канадские врачи обнаружили у неё туберкулёз. В 1952 году её, ввиду ухудшившегося здоровья, отправили в квебекскую больницу, где она лечилась до 1955 года. Все три года лечения она продолжала рисовать, а также осваивала создание кукол и вышивку бисером. Меценат Джеймс Арчибальд Хьюстон организовал в 1958 году публикацию её рисунка «Кролик ест морские водоросли», что стало первым фактом опубликования эскимосского рисунка в канадской печати. В 1959 году выздоровевшая Кеножуак при поддержке Хьюстона основала на Баффиновой Земле так называемый senlavik — художественную мастерскую для местных эскимосов, где они могли бы изучать и совершенствоваться в традиционных ремёслах.
К 1963 году популярность Кеножуак в Канаде выросла настолько, что о её жизни сняли документальный фильм. На гонорар супруг Кеножуак смог купить себе каяк и стать независимым охотником. В 1981 году вышла книга её рисунков.
После смерти мужа в 1972 году Кеножуак выходила замуж дважды (поскольку пережила второго мужа) и родила 11 детей, 7 из которых умерли в младенчестве, а также воспитывала 5 приёмных. Умерла от рака лёгких в собственном деревянном доме в стойбище Киннгаит, всегда ведя традиционный эскимосский образ жизни.

## Творчество
Её самыми известными работами являются картина «Очарованная сова» (1960), которая в 1970 году была изображена на канадской почтовой марке, и выполненные в 2004 году расписные витражи для часовни колледжа Эпплби в Оквилле, Онтарио. Для её работ характерны твёрдые, чёткие линии и многоцветие. Творчество Кеножуак Ашевак отмечено большим количеством наград: в частности, ещё в 1967 году она стала офицером Ордена Канады (в 1982 году стала его компаньоном), в 1974 году стала членом Канадской Королевской академии искусств, в 2008 году получила премию в области искусства от генерал-губернатора Канады.